# Filtro antiparticolato

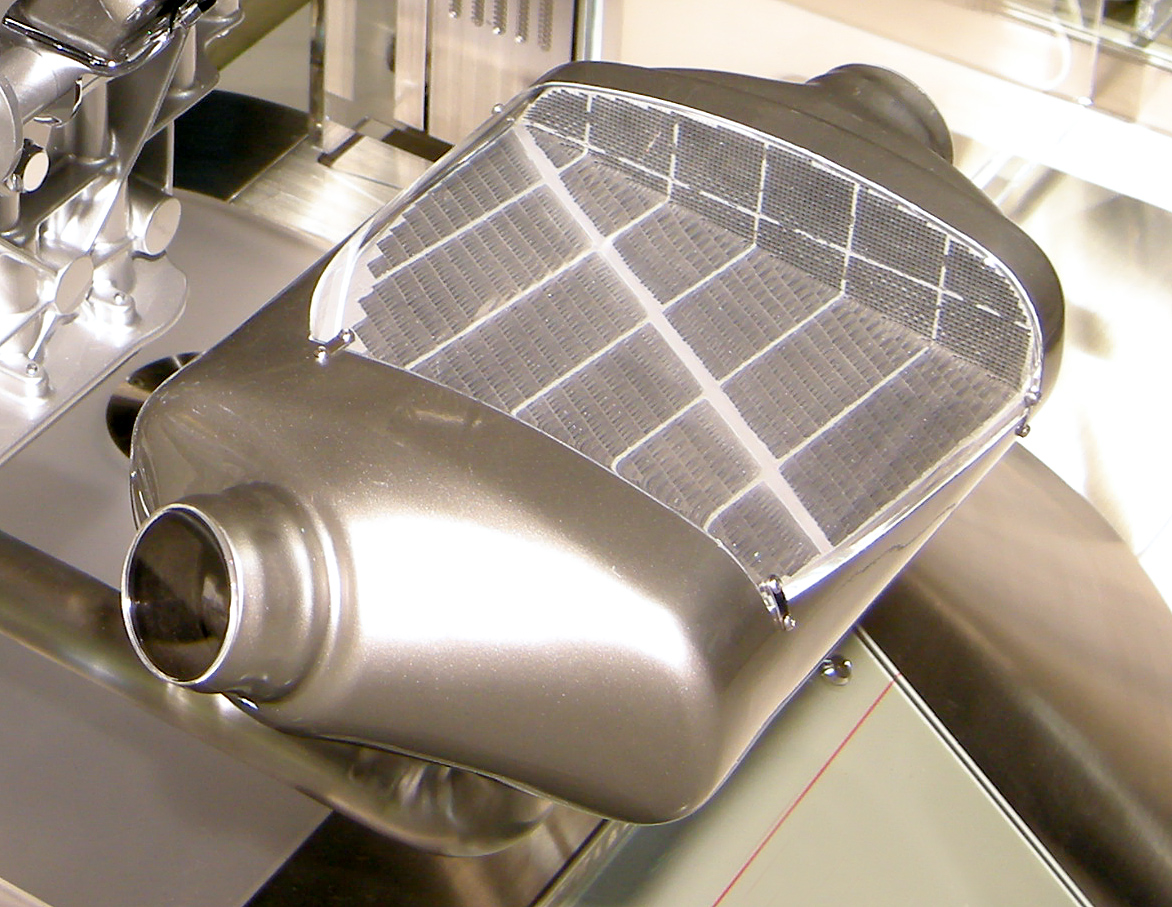
L'interno del filtro antiparticolato (sezionato) di un sistema di scarico

In ingegneria meccanica, il filtro antiparticolato (sigla FAP, seppur non precisa; in inglese DPF, cioè Diesel Particulate Filter) è un componente dei motori Diesel utilizzato per abbattere le emissioni inquinanti da polveri sottili.

## Storia
L'adozione del filtro antiparticolato risale agli inizi del XXI secolo e si diffuse molto velocemente fra tutti i costruttori, specialmente in Europa dove i motori Diesel erano largamente adottati in virtù dei molti vantaggi che quel motore offriva rispetto a quello a benzina. Il gruppo PSA, nel 2000, incominciò a installare sulle proprie vetture a gasolio un filtro in grado di trattenere le particelle inquinanti presenti nei gas di scarico (PM10); la tecnologia, coperta da brevetto, sfruttava la "cerina" (ossido di cerio) e venne usata per la prima volta su una Peugeot 607 con la denominazione commerciale "FAP" (in Italia erroneamente utilizzata per identificare tutti i DPF). Tale soluzione venne subito proposta anche dalle altre maggiori case automobilistiche, le quali proposero sistemi analoghi a quello PSA, ma tutti aventi il medesimo fine: abbattere le emissioni di particolato dei motori Diesel. Questi sistemi vennero internazionalmente identificati come DPF, Diesel Particulate Filter, e pur basandosi tutti su brevetti diversi avevano un principio di funzionamento analogo. Questa esplosione veloce e globale a livello europeo creò un vero e proprio impatto mediatico, con critiche e opinioni contrastanti che durano anche fino ai giorni nostri.

## Funzionamento
Sebbene ci siano diversi tipi di filtri in commercio, il funzionamento di base è il medesimo per tutti.
Un software di diagnosi e gestione monitora continuamente il filtro per assicurare un corretto funzionamento e una corretta manutenzione dello stesso; il filtro in questione è a sua volta abbinato a un precatalizzatore e ha lo scopo di filtrare le polveri sottili. Esistono modelli dotati anche di un terzo elemento: un sistema che aggiunge un additivo al carburante; tuttavia i sistemi più diffusi sono progettati senza questo ulteriore passaggio. L'additivo permette al sistema di ridurre la temperatura necessaria per effettuare il sistema di rigenerazione, ma la maggiore diffusione di sistemi senza additivo ha dimostrato che questo passaggio ulteriore non è necessario, che complica il sistema e costringe il guidatore a interventi di rabbocco, anche se occasionali.

### Rigenerazione
Dato che il filtro si intasa nel tempo è necessario prevedere una sua periodica fase di pulizia, che per la maggior parte viene gestita in maniera automatica dalla centralina motore. Tale fase è denominata "rigenerazione", la quale può essere:
- Rigenerazione attiva: generalmente dura 3 minuti, viene attuata tramite post-iniezione ritardata, oppure, con un apposito iniettore nel condotto di scarico, viene rilasciato del gasolio che brucia all'interno del filtro, innalzandone la temperatura a 600–650 °C ed effettuando così la pulizia.
- Rigenerazione passiva: sono modelli dotati di additivo, contenuto in una sacca inserita in un vano apposito, l'autonomia del serbatoio rabboccabile è variabile, ma comunque sufficiente per diverse decine di migliaia di chilometri, in altri modelli va sostituita la sacca esaurita con una nuova, tale additivo serve a ridurre la temperatura minima della rigenerazione, portandola anche a 190 °C.[3][9] Questa rigenerazione viene eseguita non appena le temperature dei gas di scarico nel filtro antiparticolato raggiungono un valore di 350-500 °C durante i viaggi a velocità sostenute.
- Rigenerazione forzata: si tratta di sistemi professionali, ovvero da effettuare presso autofficina, che permettono di ripulire a fondo il filtro che deve essere pertanto smontato e consegnato a imprese terze specializzate. Questi procedimenti sono eseguiti solitamente con chilometraggi assai elevati.

## Effetti sull'ambiente e salute
L'obiettivo principale di questo dispositivo è il rispetto dei limiti di emissione Euro 4 e successivi e quindi la diminuzione del PM10 di origine carboniosa emesso dai motori Diesel, particolarmente pericoloso in quanto contiene sostanze fortemente tossiche come gli idrocarburi policiclici aromatici.

### Studi a favore
In base a studi sperimentali, il DPF ha dimostrato notevole efficacia nella cattura del particolato emesso dai motori Diesel. In particolare, secondo le misurazioni effettuate dall'Istituto Sperimentale per i Combustibili, le polveri vengono abbattute di 7 volte in massa e di 10 000 volte in numero. L'efficacia di cattura del filtro è stata inoltre verificata fino a particelle delle dimensioni di 10 nanometri, quindi anche per parte delle nanoparticelle. La tecnologia DPF è stata anche premiata da Legambiente e Regione Lombardia con il premio "Innovazione Amica dell'Ambiente 2003". Una sintesi tecnica è a disposizione tramite il sito del MIT.

### Controversie
Questi studi vengono da altri contestati in quanto le misurazioni non sono state effettuate su tempi abbastanza lunghi e quindi non comprendono la fase di rigenerazione del filtro, che è la più critica.
Infatti, a tal proposito, alcuni studi dell'Agip hanno dimostrato una maggiore produzione di nanopolvere da parte di questo dispositivo durante le fasi di rigenerazione, anche se su livelli non superiori a quelli che si registrano sui veicoli non dotati di DPF. Secondo lo studio dell'Agip le nanoparticelle prodotte dai motori Diesel sarebbero prevalentemente volatili, cioè non comprese nel particolato comunemente inteso, e costituite soprattutto di acido solforico e composti organici pesanti, oltre che in gran parte da residui carboniosi (p. 43).
Lo studio evidenzia altresì la quasi completa inefficacia dei comuni metodi di determinazione gravimetrica delle "polveri" (PM10) per la determinazione dell'effettiva quantità delle polveri ultrafini (< 0,1 µm) e nanopolveri (< 0,05 µm).

Uno studio del Transport & Environment concluso nel gennaio del 2020 ha evidenziato come il FAP generi picchi estremamente elevati di polveri sottili durante le fasi di rigenerazione, le quali sono più frequenti e prolungate dell'atteso e avvengono anche in città, quando invece era attesa solo ad alte velocità e quindi fuori dai centri abitati, situazioni che o non vengono rilevate dai test o che vengono scartate.

## Azioni e comportamenti
Nel 2011 le controversie sulla sua efficacia indussero il Codacons a portare in tribunale la Regione Lombardia per due delibere che favorirebbero il loro uso.
Dopo lo scandalo Dieselgate della Volkswagen nel 2015, dove i mezzi erano dotati di strategie per eludere il sistema di controllo, è stata evidenziata la facilità della rimozione del dispositivo e la conseguente inefficacia dei controlli sulle vetture che montano questo dispositivo.